# Автошлях Т 2309
| Маршрут: Т 2309     | Маршрут: Т 2309           |
| ------------------- | ------------------------- |
| Хмельницька область |                           |
| Шепетівський район  |                           |
| Шепетівка           | Н25 Р49 Т 2306            |
| Судилків            | 6,9 км                    |
| Хролин              | 15,1 км                   |
| Поляна              | 22,4 км                   |
| Полонський район    |                           |
| Сягрів              | 25,5 км                   |
| Полонне             | 35,3 км Т 0612            |
| Житомирська область |                           |
| Романівський район  |                           |
| Миропіль            | 50,3 км                   |
| Камінь              | 59,5 км                   |
| Врублівка           | 65,0 км                   |
| Романівка           | 69,0 км Т 0617            |
| Чуднівський район   |                           |
| Стовпів             | 73,0 км                   |
| Чуднів              | 80,4 км Н03               |
| Короченки           | 85,5 км                   |
| Турчинівка          | 91,6 км                   |
| П'ятка              | 99,0 км                   |
| Бердичівський район |                           |
| Малосілка           | 104,0 км                  |
| Мирославка          | 108,0 км                  |
| Скраглівка          | 114,0 км                  |
| Бердичів            | 120,0 км E583М21Р31Т 0606 |

Автошля́х Т 23-09 (старе позначення — Р-98) — територіальний автомобільний шлях в Україні, Шепетівка — Полонне — Бердичів. Проходить територією Хмельницької і Житомирської областей.
Починається в місті Шепетівка Хмельницької області, де має вихід на автомобільні шляхи Н25 Р49 Т 2306, проходить через населенні пункти Шепетівського і Полонського районів Хмельницької область, де в місті Полонне перетинається з автомобільним шляхом Т 0612. Далі — через населенні пункти Романівського, Чуднівського і Бердичівського районів Житомирської області, де в селі Романівка перетинається із автомобільним шляхом Т 0617, в смт. Чуднів — з автомобільним шляхом Н03, а в місті Бердичів — з автомобільними шляхами E583 М21 Р31 і Т 0606.
Основна (проїжджа) частина дороги має ширину 5—7 м, загальна ширина 10—14 м. Покриття — асфальт.
Загальна довжина — 111,5 км.